# Кумисбастау
Кумисбаста́у (каз. Кумісбастау) — село у складі Тюлькубаського району Туркестанської області Казахстану. Входить до складу Кемербастауського сільського округу.
Населення — 581 особа (2021; 498 у 2009, 505 у 1999, 487 у 1989).